# Langley Park, Maryland
Langley Park är en ort i Prince George's County i delstaten Maryland, USA.